# اینور (کارولینای جنوبی)
اینور(به انگلیسی: Aynor) شهری در ایالت کارولینای جنوبی کشور ایالات متحده آمریکا است که جمعیت آن در سرشماری سال ۲۰۱۰ میلادی، ۵۶۰ نفر بوده‌است.